# Moricandia moricandioides
Moricandia moricandioides — вид квіткових рослин родини капустяних (Brassicaceae).

## Поширення
Ендемік Іспанії. Поширений у центральній і східній частині країни.

## Опис
Рослини до 80 см заввишки. Листя яйцеподібне, 5-10 см завдовжки. Суцвіття складається з 20-40 дрібних пурпурових квіток.